# Стенлі Ллойд Міллер
Стенлі Ллойд Міллер (англ. Stanley Lloyd Miller; 7 березня 1930, Окленд — 20 травня 2007, Нейшенал-Сіті) — американський хімік, який провів знакові експерименти щодо походження життя, продемонструвавши, що широкий спектр життєво важливих органічних сполук можна синтезувати досить простими хімічними процесами з неорганічних речовин. У 1952 році він провів експеримент Міллера — Юрі, який показав, що складні органічні молекули можуть бути синтезовані з неорганічних попередників. Експеримент був широко відомий у наукових колах, і він підтвердив ідею про те, що хімічна еволюція ранньої Землі призвела до природного синтезу хімічних будівельних блоків життя з неживих неорганічних молекул. Його називають «батьком пребіотичної хімії».

## Біографія та кар'єра
Стенлі Міллер народився в Окленді. Він був другою дитиною (після брата Дональда) Натана та Едіт Міллер, нащадків єврейських іммігрантів з Білорусі та Латвії. Його батько був адвокатом та обіймав посаду заступника окружного прокурора Окленда у 1927 році. Його мати була шкільною вчителькою, тому навчання було цілком природним середовищем для сім'ї. Фактично, під час навчання у школі в Окленді його прозвали «хіміком». Він пішов вивчати хімію до Каліфорнійського університету в Берклі слідом за своїм братом Дональдом, тому що вважав, що брат зможе допомогти йому з цього предмету. У червні 1951 року Стенлі Міллер отримав ступінь бакалавра. Під час навчання на останньому курсі він зіткнувся з фінансовими проблемами, оскільки його батько помер у 1946 році, залишивши сім’ю без коштів на існування. На щастя, завдяки допомозі професорсько-викладацького складу Каліфорнійського університету у Берклі, у лютому 1951 року йому запропонували роботу асистента у Чиказькому університеті (Каліфорнійський університет у Берклі на той час не мав посади асистента), яка дозволила отримати кошти для завершення навчання.
У вересні 1951 року він зареєструвався на програму PhD. Він старанно шукав тему для дисертації, зустрічаючись з багатьма професорами, більше схиляючись до теоретичних досліджень. Спочатку він був працював з фізиком-теоретиком Едвардом Теллером над питанням зоряного нуклеосинтезу. Дотримуючись звичаїв університету, де аспірант зобов’язаний відвідувати семінари, він відвідав семінар з хімії, на якому Нобелівський лауреат Гарольд Юрі прочитав лекцію про походження Сонячної системи. Ця проблема надзвичайно зацікавила Міллера. У вересні 1952 року після року безрезультатної роботи з Теллером Міллер звернувся до Юрі з проханням про участь у новому дослідницькому проекті. Юрі не відразу сприйняв ідеї Міллера щодо добіотичного синтезу, оскільки жодних успішних робіт не було зроблено, і він навіть запропонував Міллеру попрацювати над дослідженням талію у метеоритах. Міллер переконав Юрі зайнятися електричними розрядами в газах. Він знайшов чіткі докази виробництва амінокислот в реакційній посудині. Результатом досліджень стала чітка демонстрація того, що багато органічних хімічних сполук можна виробляти чисто неорганічними процесами. У 1954 році Міллер здобув докторський ступінь і отримав заслужену репутацію. Зі спектроскопічних спостережень за зірками тепер добре відомо, що складні органічні сполуки утворюються у результаті хімічних реакцій в газах, багатих вуглецем.
У 1954 році Міллер отримав ступінь доктора наук та перебрався до Каліфорнійського технологічного інституту. Тут він працював над механізмом синтезу аміно- та гідроксикарбонових кислот. Потім він приєднався до кафедри біохімії Коледжу лікарів і хірургів Колумбійського університету, Нью-Йорк, де працював наступні п'ять років. Коли був заснований Університет Каліфорнії у Сан-Дієго, він став першим доцентом кафедри хімії у 1960 році, доцентом у 1962 році, а згодом професором у 1968 році.

## Експеримент Міллера
Результати експерименту Міллера були опубліковані у технічній статті в номері журналу Science від 15 травня 1953 року. Експеримент перетворив концепцію наукових ідей про походження життя в сферу емпіричного дослідження. Його дослідження стало класичним хрестоматійним визначенням наукової основи походження життя, або, точніше, першим остаточним експериментальним доказом теорії «первісного супу» Опаріна-Голдейна. Юрі та Міллер розробили моделювання океано-атмосферних умов первісної Землі за допомогою безперервного потоку пари у суміші метану (CH4), аміаку (NH3) та водню (H2). Газоподібну суміш потім піддали електричному розряду, який викликав хімічну реакцію. Після тижня реакції Міллер за допомогою паперової хроматографії виявив утворення таких амінокислот як гліцин та α- і β-аланін. Він також виявив аспарагінову кислоту та гамма-аміномасляну кислоту, але не був впевнений у цьому. Оскільки амінокислоти є основними структурними та функціональними складовими клітинного життя, експеримент показав можливість природного органічного синтезу для зародження життя на Землі.

### Продовження досліджень
Міллер продовжував свої дослідження аж до самої смерті у 2007 році. У міру того, як прогресували знання про атмосферу та методи хімічного аналізу, він продовжував уточнювати деталі. Йому вдалося не тільки синтезувати все більше  різновидів амінокислот, він також створив широкий спектр неорганічних і органічних сполук, необхідних для побудови клітин та їх метаболізму. На підтвердження теорії Міллера ряд незалежних дослідників також провели діапазон хімічних синтезів.

## Переоцінка
У 1972 році Міллер та його співробітники повторили експеримент 1953 року, але з нещодавно розробленими автоматичними хімічними аналізаторами, такими як іонообмінна хроматографія та газова хроматографія-мас-спектрометрія. Вони синтезували 33 амінокислоти, у тому числі 10, які, як відомо, зустрічаються в організмах природним шляхом. До них належать усі первинні альфа-амінокислоти, знайдені у метеориті Мерчисона, що впав на Австралію у 1969 році. Подальший експеримент з електричним розрядом фактично створив більше різноманітних амінокислот, ніж були у метеориті.
Незадовго до смерті Міллера серед його лабораторних матеріалів в університеті було знайдено кілька коробок із пробірками з висушеними залишками. У примітці зазначено, що деякі були з його ранніх експериментів 1952-1954 років, проведених за допомогою трьох різних апаратів, і один із 1958 року, який вперше містив H2S у газовій суміші, а результат цього експерименту так і не був опублікований. У 2008 році його студенти повторно проаналізували зразки 1952 року, використовуючи більш чутливі методи, такі як високоефективна рідинна хроматографія та рідинна хроматографія. Їхні результати показали синтез 22 амінокислот і 5 амінів, виявивши, що в оригінальному експерименті Міллера було отримано набагато більше сполук, ніж насправді повідомлялося в 1953 році. У 2011 році було проаналізовано 1958 незареєстрованих зразків, у яких виявлено 23 амінокислоти та 4 аміни, у тому числі 7 сполук сірки.

## Смерть
Міллер переніс серію інсультів, починаючи з листопада 1999 року, що все більше стримувало його фізичну активність. Він жив у будинку престарілих у Нейшенал-Сіті, на південь від Сан-Дієго, і помер 20 травня 2007 року в сусідній лікарні Парадайз. У нього залишилися брат Дональд і його сім'я, а також його віддана партнерка Марія Морріс.

## Відзнаки та визнання
Міллер відомий своїми основоположними роботами щодо походження життя (його вважали піонером у галузі екзобіології), природного походження гідратів клатрату та загальних механізмів дії анестезії.
У  1973 році Стенлі Міллер був обраний до Національної академії наук США та став почесним радником Вищої ради з наукових досліджень Іспанії. У 1983 році він був нагороджений Медаллю Опаріна Міжнародного наукового товариства з вивчення виникнення життя та був його президентом з 1986 по 1989 рік.
У своєму житті Міллер неодноразово номінувався на Нобелівську премію.
У 2008 році Міжнародним науковим товариством з вивчення виникнення життя була заснована «Премія Стенлі Л. Міллера» для молодих вчених віком до 37 років.